# 皮埃尔·维克蒂尼安·韦尼奥
皮埃尔·维克蒂尼安·韦尼奥（法語：Pierre Victurnien Vergniaud，法語發音：[pjɛʁ viktyʁnjɛ̃ vɛʁɲo]；1753年5月31日—1793年10月31日），是法蘭西律師和政治家、國民立法議會波爾多代表，在法國大革命活躍。韋尼奧是一位雄辯的演說家，也是雅克·皮埃爾·布里索和吉倫特派的支持者。

## 早期生活和教育
韋尼奧出生在利穆贊省的利摩日市。老皮埃爾韋尼奧和他的妻子卡特琳·波比亞（Catherine Baubiat），倆人都來自富裕商人家庭，在這省內有著悠久的歷史，這家人享受富裕的舒適的生活。韋尼奧出生的時候，他的父親是國王的承包商和糧食籌辦員，供應皇家在城市駐軍的食物。
年輕的韋尼奧最先在家受耶穌會學者的輔導，阿貝·羅比（Abbé Roby），精通古典語言;很可能韋尼奧的畢生熱愛古典文學是受他的啟發。以後被送往耶穌會在利摩日學院，他在那裡表現出色。未來的法蘭西重農學派的經濟學家杜爾哥是當時該省的區長，和老韋尼奧孰識。有一次，年輕的皮埃爾·韋尼奧在杜爾哥面前背誦一些自己的詩歌，杜爾哥印象深刻很讚揚他的才華。經由杜爾哥的贊助，韋尼奧進入了現今巴黎大學的前身在巴黎的普莱西學院就讀。韋尼奧在普莱西學院就讀期間個人生活的記錄很少鮮為人知，但他的教育顯然是重要的形塑經驗：他個人的深沉，對古典歷史和哲學的素養，在他的後半生是顯而易見的。
他的學習完成後，韋尼奧不能確定他的人生的方向。他懶洋洋地遊蕩了幾年，留連在小說和戲劇，而且他短暫的失去了作為省級預算辦公室的一名職員職業生涯。他父親最失望的是，他首要的興趣是經常光顧沙龍聚會和與人交談，但在這些方面的經營是韋尼奧最擅長優異的：對他重要的新友誼和交往聯繫在沙龍聚會中迅速的擴大。他受到馬萊西伯爵夫人（Countess de Maleyssie）特別青睞，讓經常窮困潦倒的韋尼奧自由生活在她的莊園，然而讓-巴蒂斯特·默西埃·迪帕蒂，波爾多上訴法庭主席，勸他去學習法律。

## 法律代理人
韋尼奧的妹妹瑪麗嫁給了一個有錢的利摩日瓷器製造商，正是這位妹夫給予重要的財務支持並強化激勵這個有抱負的法律系學生。經由他的幫助，以及迪帕蒂強大的指導，1782年4月，韋尼奧被法庭接受並直接開業。他沒過多久，就在律師圈闖出名號。他的前幾個案子非常成功，在他執業的第一年結束前，他接手瑪麗·貝尼古，一名當地婦女被指控濫交和隨之而來的殺嬰的案子。這骯髒和聳人聽聞的事件吸引全市的注意然而韋尼奧完成艱鉅任務提出證據還她清白。審判結束，年輕女子被免除所有費用，誣告者被監禁。這個令人吃驚的完全勝利，韋尼奧被認為是一個冉冉升起的新星。

### 鳩里厄事件
多年的成功辯護之後，在法庭韋尼奧的口才經常會獲得響亮的掌聲。1790年，他擔任皮埃爾·鳩里厄的辯護律師，布里夫地區的國民自衛軍，因涉嫌煽動騷亂被監禁並判處死刑。鳩里厄事件是因布里夫附近阿拉薩克小村莊的革命農民喧鬧慶祝活動引起的。當地被激怒的貴族成員試圖平息不合禮節的場面而向空鳴槍; 群眾以大小石塊回擊，他們的轉向射擊人群並殺害了幾名農民。當鳩里厄的部隊抵達恢復秩序，士兵違背了他們自己的責任，根據指控他同情並慫恿暴徒反擊。
鳩里厄並不孤單：許多國民自衛隊被逮捕，兩人被迅速判處死刑。當時鳩里厄蜷縮在監獄裡等待審判，他的消息傳開，並引發了全國各地革命者憤怒的關注。韋尼奧已經深受革命性言辭感動，而且是先前在阿拉薩克喧鬧慶賀改革的熱心支持者。作為鳩里厄的律師，韋尼奧真正涉入他的第一個政治案件。1791年2月，在一個擁擠的法庭進行審判。韋尼奧的訴訟，是建立在一個事實，即他的客戶實際上並沒有犯任何罪行：韋尼奧問道只是因他在正義憤怒的時刻說了一些事情，他就可能被絞死嗎？ 他提醒法院最近在國民議會本身已經做出類似的輕率言論：“其中一個成員......說那些欠他們自由的人，'必須用人民手中的刀劍讓他下台。' 你有沒有要求搭建他的絞架？“ 隨著情緒的高昂，他的問題重複了四次使整個法庭沉靜。在漫長而動人的講演過程，他擴大他對鳩里厄的辯護，包括整個農民群眾：“在他們長久以來用他們的汗水和淚水澆灌土壤，他們踩出憤慨了的小徑。他們帶著憤怒憂鬱不安的關注，轉向那些曾讓他們以低下屈辱自己，表達可恥效忠的華麗莊園，然而從莊園，不止一次，得到反復無常的驕傲......已經像毀滅性的山洪蔓延開來。“韋尼奧的演說將完整的革命理念加入審判中，就像鳩里厄，它完全是無罪責的。革命黨人複製印發他的辯護演說，並在整個法蘭西流傳。韋尼奧發表了他一生中最偉大的演講之一，現在省級律師從四面八方匯集以國家主義的高度參加革命。

## 在國民立法議會
1789年，韋尼奧已被選為吉倫特省 二級政府理事會的成員。鳩里厄事件後，他被選為國民立法議會的代表，然後，他在1791年8月前往巴黎。議會在10月1日集會，有一段時間韋尼奧克制不公開發言。然而，他於10月25日第一次演講後不久，他當選為議會主席，由1971年10月30日到1971年11月15日，非常短暫任期。由革命的爆發到他當選為立法議會代表，這期間韋尼奧的政治觀點已經發生了決定性的改變。起初，他支持的想法君主立憲制，但，國王路易十六的出逃使他不信任君主制，他開始青睞共和制。
他的口才引起的情緒和情感被一個更極端的政黨利用了。他在議會第一次講話，討論流亡分子，提出對他們的財產徵收三倍的年費，執行死刑的命令並沒收其財產，議會通過，然而國王否決這法案。一步一步，他帶領容忍暴力和犯罪，而他直到九月屠殺發生後才意識到這種過激煽動的言論，最終推翻了他參與領導的吉倫特派。
1791年10月，發生在 亞維儂的格拉協爾大屠殺的兇手於1792年3月19日已被讓-瑪麗·科洛·德布瓦引薦到議會，韋尼奧寬容的辯解他們的罪行，並提供他代言革命的權威給予特赦。雅各賓俱樂部倒台後，兇手最終在於1794年5月27日被反撲的貴族處決。
他專注在流亡分子的議題，當這議題轉變為反革命，他偶爾出現在講壇;1791年12月27日出席議會對法蘭西人民發表專題演講，特別是他在 1月18日的呼籲，他攪動了法蘭西人的熱情，形塑了政策，最終在4月20日迫使國王路易十六不得不向波希米亞和匈牙利國王宣戰。
這外交政策，是他在1791年至1792年冬季和春季期間貫徹的，他激起人民的懷疑反對君主制，並結合他將現任閣員部長連結等同反革命，進而迫使內閣部長改組。3月10日，韋尼奧發表強有力的演說，他譴責皇室的陰謀並說出他對杜樂麗宮著名的直接呼喚：“在古代，敬畏和恐怖通常從著名宮殿發行;讓他們在今天再來一次，是以法律的名義！”
這演說推翻了克勞德·安托萬·瓦爾德克·德·萊薩爾，他的罪狀被發佈，然後，吉倫特派的提名人，讓瑪麗·羅蘭，成為內閣部長。到六月韋尼奧反對國王（他的論述仍然支配著民眾）已經達到狂熱的程度。5月29日韋尼奧支持解散國王的衛兵，但他似乎沒有覺察到他在人民中激起感情仇恨的程度，可能是因為他完全沒有參與山嶽黨的行動。山嶽黨以暴力實施韋尼奧的理想。然後，就是1792年6月20日示威遊行和八月十日攻入杜樂麗宮事件。
他無力平息騷亂。然而，他激烈反對王權的行為又持續了一段時間，於7月3日，他大膽地譴責國王就是一個偽君子，一個暴君和是卑鄙的憲法叛徒。他的演講也許是當時影響事件發展的最大單一因素。
八月十日攻入杜樂麗宮事件，和王室到議會避難。韋尼奧作為議長，以莊重和尊重言詞回復國王請求保護的要求。任命組成一個特別委員會：韋尼奧起草並宣讀其建議，普選組成國民公會，國王被暫時停職，總督委任給他的兒子和王室寄住在盧森堡宮。幾乎沒有一個偉大的演說家能達成他的目標，推翻路易十六的主權統治，這時他意識到，他被部隊包圍了。他譴責九月的大屠殺，他們的發端，他們的恐怖以及它們所指向的未來，在那時期所激起的吉倫特派的精神，立場是如此生動而有力，但在另一方面，它引起巴黎無套褲漢領袖的致命反對。路易十六是否應該進行審判，如果是，這問題，將是長期爭論的話題。1792年12月31日，吉倫特派領袖終於打破了沉默，發表他最偉大的演講之一。他強硬的討好訴諸於人民。偉大的努力失敗了，四天之後，韋尼奧和他的全黨更進一步受到傷害，一份由他，马格里特-埃利·加代和阿爾芒·柔索尼，在8月10日前兩三個星期前共同簽署給國王的文件被發現了。吉倫特派貪婪的敵人查獲了，作為叛國罪的證據。
1793年1月16日，國民公會進行對國王刑罰的表決。韋尼奧最早表明贊成處死。偉大的吉倫特派行動，幾乎全黨都跟隨他的領導，作出類似的判決。17日，韋尼奧主持公會的議程，極端痛苦困難的激昂工作，由他承擔，宣布生死攸關的表決結果。然後，幾個星期，他保持沉默。他參加憲法委員會吉倫特憲法方案的起草工作。

## 宣佈吉倫特派為人民公敵
提議設置革命法庭機構，韋尼奧反對這個設計，譴責法庭作為會比西班牙的宗教裁判所更可怕， 並聲言，他的黨抵死也不能同意。 置他們與死地的詭計已經規劃排定進程，3月10日流產的騷亂，使他們不得不躲藏。 13日，韋尼奧大膽的在國民公會揭露這個陰謀。 這種對抗態度在4月10日到達關鍵時刻，導致羅伯斯庇爾他親自到國民公會佈置安排他的指控。 他咬住韋尼奧寫給國王的信和他呼籲人民的支持，在信中藐視的意味以證明他是個保守派。韋尼奧步用講稿即席做出辯才無礙的回答，這個攻擊當下就失敗了。但在那個時間點，韋尼奧和他的同事發現他們每個夜晚都必須要改變住所，以避免暗殺，甚至於他們的頭顱正被懸賞。 仍以堅定的勇氣，他們繼續他們對佔優勢地位的派別的抵抗，直到1793年6月2日的危機爆發。 國民公會被武裝暴徒包圍了，叫囂交出“22名吉倫特派代表”。在這個過程中，國民公會被迫繼續進行審議。對譴責公告進行表決，吉倫特派被宣布為人民公敵，失去法律保護。 韋尼奧被記錄下他的最後挑釁姿態，他從被制服代表中站起來，並為他們提供”一杯番茄汁( a glass of blood) ”解渴，隱喻他們對吉倫特派的背叛。
韋尼奧避難了一天，然後回到自己的家。他被監視關在那裡近一個月，並於7月初囚禁拉福斯監獄。他攜帶了毒藥，但從來沒有使用過。他寫給他的親戚大量信件顯示出他的溫柔感情，他來自內心堅持革命偉大的裡想和他對國家崇高的愛，是聯結在一起的。很短的時期犯人被移送到加爾默羅會修道院，在一面牆上，韋尼奧用血寫下：寧死不受辱(Potius mori quam foedari)。 十月初，國民公會提出對22名吉倫特派的起訴書。 10月27日，他們被移送革命法庭受審。這些程序是對公平正義的嘲弄。 韋尼奧的動人演講和有說服力的律師業擾亂法庭的快速審判計劃，但預先確定的判決無論如何被宣判了。   1793年10月31日的清晨，吉倫特派被護送到斷頭台刑場，高唱著馬賽曲 和他們緊聚一起，直到一個又一個的被送上斷頭台。韋尼奧最後被處決埋在馬德琳墓地。

## 外部連結
- 维基语录上有关Pierre Vergniaud的语录